# Alfa Romeo RA 1000 RC.41
L'Alfa Romeo RA 1000 RC.41 era un motore aeronautico a V rovesciata 12 cilindri prodotto in Italia nel 1943 dalla italiana Alfa Romeo Avio. Si trattava del Daimler-Benz DB 601 Aa costruito su licenza della tedesca Daimler-Benz AG.
L'accordo tra il Ministero dell'aeronautica e la Daimler-Benz venne concluso nel 1939 però la produzione richiese tempi tecnici molto lunghi. Solo nel 1941 ebbe inizio la fase sperimentale con la produzione di motori di preserie che vennero designati, secondo l'uso Alfa, 150 RC 41.

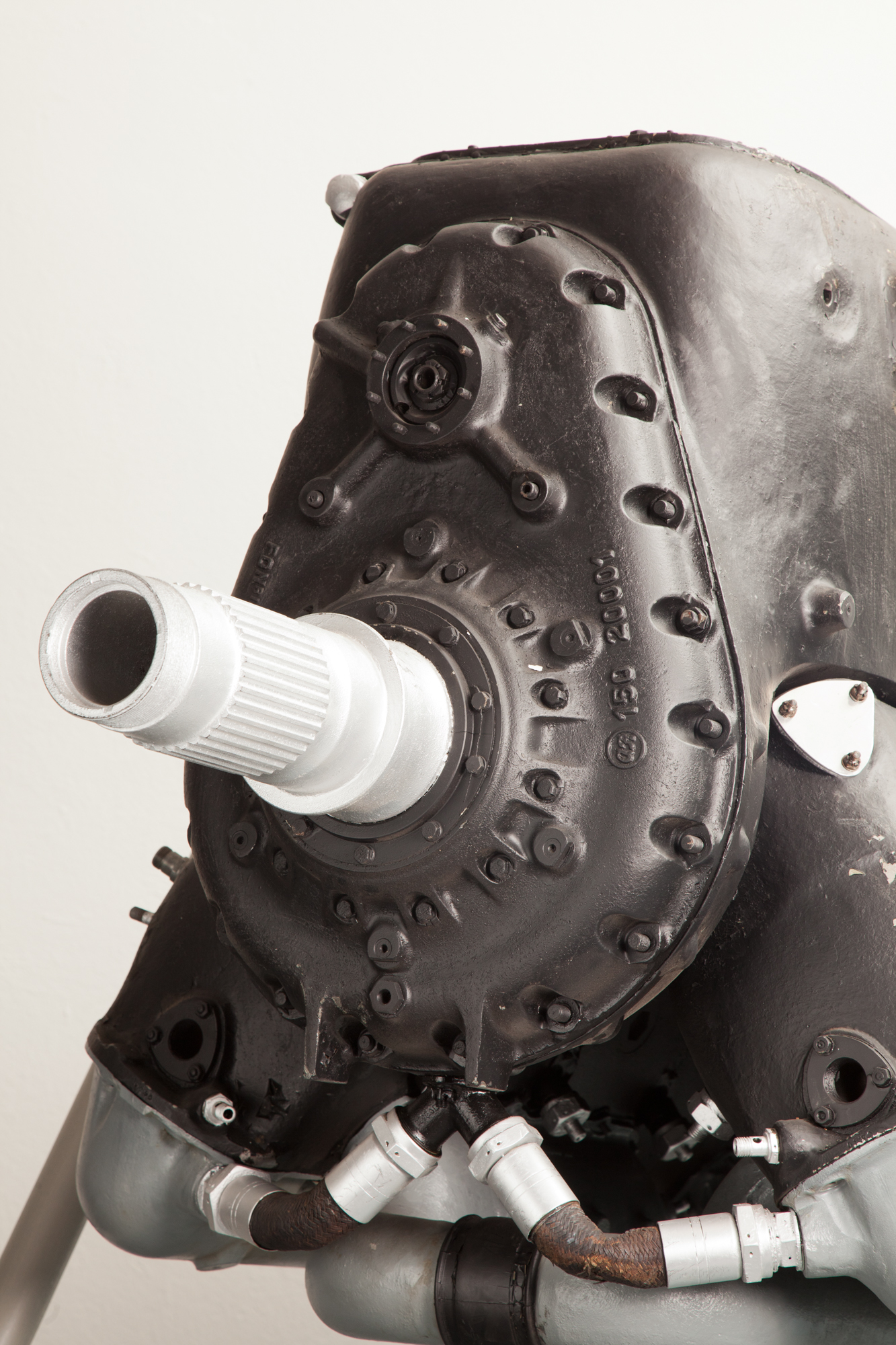
Dettaglio del gruppo di riduzione dell'Alfa Romeo RA1000 conservato al Museo nazionale della scienza e della tecnologia Leonardo da Vinci di Milano

## Velivoli utilizzatori
- Breda Ba.201
- Caproni Vizzola F.4
- Macchi M.C.202
- Reggiane Re.2001